# Vernonia buxifolia
Vernonia buxifolia là một loài thực vật có hoa trong họ Cúc. Loài này được (Cass.) Less. miêu tả khoa học đầu tiên năm 1829.